# Autostrada A5 (Svizzera)
L'autostrada A5 è un'autostrada di circa 100 km della Svizzera che collega Yverdon-les-Bains, Neuchâtel, Biel/Bienne e Soletta.
È ancora incompleta: manca un tratto fra Twann (a nord di Neuchâtel) e Biel/Bienne.
Si dirama dalla Autostrada A1 a Yverdon-les-Bains e rientra sulla stessa all'altezza di Luterbach.